# Alfons Kraft (Rechtswissenschaftler)
Alfons Kraft  (* 29. Oktober 1928 in Wolnzach; † 11. Juni 2013) war ein deutscher Jurist und Hochschullehrer.

## Leben
Kraft studierte von 1948 bis 1951 Jura in München. 1951 legte er das Referendarexamen ab. Seine Promotion zum Dr. iur. in München erlangte er am 20. März 1953 bei Karl Blomeyer. Nach dem Assessorexamen 1955 arbeitete er als Syndikus für ein chemisch-pharmazeutisches Unternehmen. 1962 habilitierte er sich mit Lehrberechtigung für Bürgerliches Recht, Arbeitsrecht, Handelsrecht und gewerblichen Rechtsschutz an der Universität Erlangen-Nürnberg, wo er anschließend als Privatdozent wirkte. Es folgte 1964 die Berufung als ordentlicher Professor an die TH Darmstadt. Danach war er von 1967 bis 1996 als ordentlicher Professor für Bürgerliches, Handels-, Wirtschafts- und Arbeitsrecht an der Johannes Gutenberg-Universität Mainz. Von 1970 bis 1971 war Kraft auch Dekan der Rechts- und Wirtschaftswissenschaftlichen Fakultät.
Seine Forschungsschwerpunkte waren das Arbeitsrecht, Gesellschaftsrecht sowie der Gewerbliche Rechtsschutz.
Unter ihm habilitierten sich Peter Kreutz und Günther Hönn.

## Schriften (Auswahl)
- Interessenabwägung und gute Sitten im Wettbewerbsrecht. C. H. Beck’sche Verlagsbuchhandlung, München, Berlin 1963. (Habilitationsschrift)
- Die Führung mehrerer Firmen. Beck, München 1966, OCLC 876654412.
- mit Karl-Albert Endemann, Victor Klock und Rupprecht Storkebaum: Storkebaum-Kraft Warenzeichengesetz. Kommentar. Springer Berlin Heidelberg, Berlin, Heidelberg 1967, ISBN 978-3-642-95010-0.
- Patent und Wettbewerb in der Bundesrepublik Deutschland. Heymann, Köln 1972, ISBN 3-452-17460-3.
- mit Horst Konzen: Die Arbeiterselbstverwaltung im Spannungsverhältnis von Gesellschafts- und Arbeitsrecht. Heymann, Köln 1978, ISBN 3-452-18395-5.
- mit Peter Kreutz und Christian Flämig: Das GmbH-Recht. Textausgabe mit einer Einführung unter Berücksichtigung der Novelle zum GmbH-Gesetz. Luchterhand, Neuwied 1981, ISBN 3-472-11088-0.
- mit Peter Kreutz: Gesellschaftsrecht. Luchterhand, Neuwied 2000, ISBN 3-472-03831-4.